# Indigobisschop
De indigobisschop (Cyanoloxia glaucocaerulea) is een zangvogel uit de familie Cardinalidae (kardinaalachtigen).

## Verspreiding en leefgebied
Deze soort komt voor van oostelijk Paraguay tot zuidelijk Brazilië, Uruguay en noordoostelijk Argentinië.